# Autobusna linija br. 268 u Zagrebu
Linija 268 je prigradska autobusna linija u Zagrebu.
Prometuje svaki dan trasom: Glavni kolodvor – Avenija Većeslava Holjevca – Zagrebačka cesta – Velika Gorica (Ulica kneza Ljudevita Posavskog – Ulica Matice hrvatske – Trg kralja Petra Krešimira IV. – Trg kralja Tomislava – Zagrebačka ulica). Po noći kroz Novi Zagreb prometuje preko Islandske ulice i Ulice SR Njemačke.

## Vanjske poveznice
- Vozni red linije 268

1. ↑  Datoteke u GTFS formatu. zet.hr. Pristupljeno 5. lipnja 2025. - Sadrži informacije tijela javne vlasti u skladu s Otvorenom dozvolom